# Videcom
VIDECOM – Vídeo Comunicações do Brasil, en español Video Comunicaciones de Brasil, es una productora de video y multimedia de São Paulo, SP, fundada en 1981 por el artista plástico, cineasta y hológrafo Moysés Baumstein.
Inició sus actividades en paralelo con el videoclub Metrópolis (también fundado por Baumstein) que, al inicio de la era del videocasete en Brasil, se especializó en el alquiler de clásicos del cine y videos de arte. En poco tiempo, la productora se consolidó en el área del video y la televisión independiente, orientando sus actividades exclusivamente a este tipo de actividades.
VIDECOM forma parte de la primera generación de productoras de video junto con Olhar Eletrônico, Videoverso, Imagem Vídeo, TVTUDO y Conecta Vídeo que surgieron para ocupar un espacio en la producción audiovisual creado a partir de la difusión de la tecnología de video profesional en un nivel más accesible. Esto permitió la realización de producciones videográficas fuera del ámbito de las cadenas de televisión, definiendo lo que son hoy los productores independientes de video y TV. Con la difusión de los medios audiovisuales en el ámbito empresarial, VIDECOM también pasó a producir programas empresariales, institucionales y de capacitación.
Fue en sus instalaciones que Moysés Baumstein instaló su laboratorio holográfico que funcionó desde 1982 hasta 2007, cuando luego fue donado por sus hijos al Laboratorio de Óptica del Departamento de Física de la UNICAMP.
Durante la década de 1990, además de la producción de videos corporativos y culturales, también se centró en la producción cinematográfica, produciendo el largometraje Paixão Perdida de Walter Hugo Khouri. y el cortometraje Ela Perdoa de Rachel Monteiro (premiado en el Festival de Cine de Gramado de 1999 en la categoría de Mejor Actriz según Vera Zimmerman), además de brindar servicios de apoyo a varias productoras cinematográficas para la producción de sus películas.
Con la Casa de Produção (Casa de Producción) de Renato Bulcão, fue una de las primeras empresas en Brasil en instalar un laboratorio de Kinescopia o Kinescopage (transferencia de producciones de video a película cinematográfica para exhibición en salas de cine), entre las películas producidas por ese proceso que llegaron al cine y en streaming el largometraje O Velho – A História de Luiz Carlos Prestes de Toni Venturi.
A partir de la década del 2000, Videcom enfocó su trabajo en la producción de contenidos multimedia para las siguientes áreas: responsabilidad corporativa, empresarial, socioambiental y cultural.
Documentales producidos por la compañía como Akiko Fujita, IARA Memories of a Woman y Tenório Jr.? (este último sobre la represión durante el régimen militar), fueron premiados en diversos festivales y proyecciones de videos.
La empresa también brinda servicios al sector publicitario, productoras de cine y estaciones de TV en el área de multimedia tales como infografía, edición no lineal, copia multiformato, doblaje, subtitulado y otros. Una de sus especialidades es la digitalización de archivos de medios analógicos (cintas de video, películas, fotos, diapositivas) a medios digitales, como forma de preservación de la memoria audiovisual, especialmente para crear material de archivo digital para instituciones, agencias de publicidad y empresas.